# Perieni
Perieni est une commune roumaine située dans le județ de Vaslui.